# Galería Estatal de Arte de Azerbaiyán
Galería Estatal de Arte de Azerbaiyán (en azerí: Azərbaycan Dövlət Rəsm Qalereyası) es una organización para la conservación y restauración del patrimonio cultural de Azerbaiyán.

## Historia
La Galería Estatal de Arte de Azerbaiyán fue establecida por el Ministerio de Cultura de la RSS de Azerbaiyán en 1972 sobre la base de la Sala de Exposiciones de Azerbaiyán, que funcionó desde 1960.
La mayoría de las exposiciones en Azerbaiyán y fuera del país se componen principalmente de las obras de la galería. La galería cuenta con más de 14 000 pinturas, gráficos, esculturas, artes decorativas y aplicadas y los ejemplos de arte contemporáneo.
Las actividades principales de la Galería son las siguientes:
- La galería participa en la formulación e implementación de la política estatal en el área relevante;
- Elabora los materiales analíticos sobre la situación actual y perspectivas del campo de las bellas artes y las artes decorativas aplicadas y presenta las recomendaciones al Ministerio sobre su desarrollo;
- La galería busca y forma las formas culturales y estéticas basadas en las ricas tradiciones del arte nacional, en la conservación y restauración del patrimonio cultural de Azerbaiyán.